# Cancellaria Hispanica
Cancellaria Hispanica war ein von Ludwig Camerarius im März 1622 verlegtes Buch, in dem geheime Korrespondenz zwischen Kaiser Ferdinand II. und Herzog Maximilian I. veröffentlicht wurde. Die darin dargestellten Verhandlungen schürten die kaiserfeindlichen Kräfte im Reich und im Ausland und waren maßgeblich für die Ausweitung der lokalen Konflikte in Böhmen und der Pfalz zum europaweiten Kampf, die den Dreißigjährigen Krieg bildeten.

## Vorgeschichte
Nach dem Prager Fenstersturz und dem folgenden allgemeinen Aufstand in Böhmen gegen Kaiser Ferdinand wurde Friedrich von der Pfalz die böhmische Königskrone angeboten, die dieser nach kurzen Zögern annahm. Dem Kaiser gelang es, neben der König von Spanien Philipp IV. die katholische Liga und insbesondere Herzog Maximilian als Verbündete im Krieg gegen die böhmischen Aufständischen und damit eine deutliche Überlegenheit zu gewinnen. Friedrich hingegen fand kaum Verbündete, lediglich die Generalstaaten unterstützten das Heer Friedrichs Söldnerführers Ernst von Mansfeld und zeitweise unternahm Bethlen Gabor von Siebenbürgen Angriffe auf Österreich. Aber die entscheidende Mehrheit der protestantischen Fürsten, besonders der Markgraf von Brandenburg und der Herzog von Sachsen blieben neutral. Damit konnte der Kaiser die Hoffnung haben, einen kleinen lokal begrenzten Krieg mit den Böhmen und der Pfalz auszutragen. So verwunderte es nicht, dass nach der Niederlage der Böhmen in der Schlacht am Weißen Berg 1620 und der Besetzung der Pfalz durch den Spanier Spinola 1621 Friedrich keine Machtgrundlage im Reich mehr hatte und in die Niederlande fliehen musste. Auch hier fand er trotz gewissem Misstrauen der protestantischen Fürsten und des Königs von Frankreich keine weitere Unterstützung, und der Krieg schien beendet. Herzog Maximilian drängte nun den Kaiser auf Bezahlung seiner Unterstützung, und der Kaiser bot neben Ländereien, wie Oberösterreich und der Oberpfalz, die von Maximilian sehr begehrte Kurwürde der Pfalz. Beide wussten jedoch, dass dies einen eklatanten Bruch der Goldenen Bulle, eines der damaligen wichtigsten Reichsgesetze, darstellen würde, und verhandelten im Verborgenen. Jedoch einer der Boten, der Briefe mit entsprechendem Inhalt transportierte, wurde abgefangen, und die Briefe landeten beim Führer der pfälzischen Exilregierung Ludwig Camerarius.

## Veröffentlichung
Camerarius erkannte sofort die Brisanz der Dokumente und suchte nach einer Möglichkeit, sie im besten Sinne für seinen Herrn Friedrich zu nutzen. Zu den Briefen schrieb er einen vernichtenden Kommentar, in dem er den beabsichtigten Rechtsbruch Ferdinands schonungslos darstellte, und veröffentlichte die Schrift als Buch im März 1622 mit einer bedeutenden Auflage von 500 Exemplaren.

## Folgen
Die Nachrichten führten zu einer Welle der Empörung innerhalb und außerhalb des Reiches, und viele protestantische Herrscher, wie der Markgraf von Brandenburg, der König von England und der König von Dänemark versprachen Friedrich Unterstützung. Insbesondere der Kriegseintritt Dänemarks und der ausbrechende Krieg zwischen Frankreich und Spanien, änderten die Lage für die Protestanten schlagartig. Der Kaiser war gezwungen, seine Versprechungen an Maximilian zu revidieren und ihm u. a. vorerst die Kurwürde nur auf Lebenszeit, nicht aber erblich zu übertragen. Dadurch verstimmte er den Herzog, seinen wichtigsten Verbündeten, sehr.

## Rezeption
Zwar wurden die Heere Mansfelds und Christians von dem Feldherrn der Liga Johann t’Serclaes von Tilly und dem Feldherrn des Kaisers Albrecht von Wallenstein geschlagen, vor allem in der Schlacht an der Dessauer Elbbrücke und in der Schlacht bei Lutter am Barenberge, und Dänemark musste im Frieden von Lübeck aus dem Krieg ausscheiden. Dennoch war nun die Möglichkeit, den Böhmischen Aufstand auf einen regionalen Krieg zu begrenzen, für immer dahin. Die großen protestantischen Fürsten, besonders von Brandenburg und Sachsen, unterstützten nun den Kampf gegen den Kaiser und erhielten von den ausländischen Mächten England, Frankreich und den Niederlanden Unterstützung. Als 1630 der schwedische König Gustav Adolf in Deutschland landete und nach den Siegen gegen Tilly bei Breitenfeld und Rain am Lech dem Krieg eine entscheidende Wende gab, berief er sich auf den kaiserlichen Rechtsbruch wie er in der 'Cancellaria Hispanica' dargestellt wurde. Auch Kardinal Richelieu griff darauf zurück, als Frankreich dem Kaiser 1635 offiziell den Krieg erklärte.
Damit ist das Buch nach Meinungen von Historikern maßgeblich dafür verantwortlich, dass der Dreißigjährige Krieg sich vom lokalen Krieg in Böhmen und der Pfalz zum gesamteuropäischen Krieg entwickelte.

## Ausgaben
- Digitalisat